# Vršek
Vŕšek ali tudi zastarel izraz veršòk (rusko вершо́к) je stara ruska enota za dolžino. Enota je enaka 1/16 aršina ali 0,04445 m.
Vršek se včasih v ruščini nanaša tudi na palec.